# Anthophora doursiana
Anthophora doursiana là một loài Hymenoptera trong họ Apidae. Loài này được Friese mô tả khoa học năm 1897.